# Марні Мак-Бін
Марні Мак-Бін (англ. Marnie McBean, 28 січня 1968) — канадська академічна веслувальниця.
Олімпійська чемпіонка 1992 (розпашні двійки без стернової), 1992 (вісімки), 1996 (парні двійки) років, бронзова призерка 1996 року в складі парної четвірки.
Переможниця Панамериканських ігор 1995 (парні двійки), 1999 (одиночки) років.
Переможниця літньої універсіади 1993 року в складі розпашної четвірки без стернової, срібна призерка 1989 (розпашні четвірки без стернової), 1993 (одиночки) років.
Чемпіонка світу 1991 (розпашні двійки без стернової), 1991 (вісімки), 1995 (парні двійки) років, срібна призерка 1993 (одиночки), 1994 (парні двійки), 1995 (парні четвірки), 1998 (розпашні четвірки без стернової) років, бронзова призерка 1998 року в складі вісімки.
Чемпіонка світу серед юніорів 1986 року в складі розпашної двійки без стернової.